# Kya (Burkina Faso)
Ne doit pas être confondu avec Kia (Boura) ou Kia.
Kya est une commune rurale située dans le département de Didyr de la province de Sanguié dans la région du Centre-Ouest au Burkina Faso.

## Géographie
Kya est situé le long de la route nationale 21, à 12 km au nord de Didyr. Le village est divisé en six quartiers : Djimedyr, Daadyr, Batadyr, Gôôpoum, Yati et Nedjedyr.